# Dasyhelea effusa
Dasyhelea effusa är en tvåvingeart som beskrevs av Liu och Yu 2001. Dasyhelea effusa ingår i släktet Dasyhelea och familjen svidknott.
Artens utbredningsområde är Gansu (Kina). Inga underarter finns listade i Catalogue of Life.